# Itabaiana
Itabaiana – miasto brazylijskie leżące w stanie Sergipe.
Miasto Itabaiana założone zostało w 1675 roku. W 2007 roku obszar miasta wynosił 337 km², a ludność 83 167 mieszkańców.